# Felice Fontana
Felice Gaspare Ferdinando Fontana (Pomarolo, Tirol, 15 de abril de 1730 – Florença, 10 de março de 1805) foi um físico italiano que descobriu a reação de deslocamento do gás da água em 1780. Ele também é responsável pelo lançamento da toxicologia moderna e pela investigação do olho humano.

## Juventude
Ele nasceu em Pomarolo e estudou Anatomia e Fisiologia na Universidade de Pádua. Em 1755 mudou-se para Bolonha. Em 1765 mudou-se, desta vez para Pisa, onde ensinou Lógica. Em 1766 ele também ensinou Física, tornou-se físico da corte, com a tarefa de criar um museu de história natural e física. O museu, então no Palazzo Pitti em Florença, foi inaugurado em 1775. É neste período que ele se interessa por venenos e movimentos da íris, entre outras coisas.

## 1775-1780: Viagens
De 1775 a 1780, ele viajou pela Europa. Já em 1775 ele publicou um tratado, 'Ricerche fisiche sopra l'aria fissa', sobre o dióxido de carbono (opondo-se, entre outros, à teoria de Torbern Bergman de que era ácido em si) e 1779-1780 vê sua pesquisa seminal sobre o curare. Em 1779, ele ofereceu à Royal Society de Londres duas memórias sobre química: 'Experimentos e observações sobre o ar inflamável respirado por vários animais', onde negou que o ar inflamável fosse adequado para respirar, de acordo com Joseph Priestley, e 'Relato dos ares extraído de diferentes tipos de água; com pensamentos sobre a salubridade do ar em diferentes lugares”. Em 1783, foi eleito membro do Sociedade Filosófica Americana na Filadélfia.

## Princípios Gerais de Solidez e Fluidez de Corpos
Em 1783, ele publicou Principi generali della solidità e della fluidità dé corpi, expondo uma teoria sobre seus próprios estados materiais: ele pensava que a matéria estava sujeita a duas forças newtonianas, uma atrativa e outra expansiva. Este último, porém, não era repulsivo como Newton pensava, mas o resultado de uma combinação de matéria simples (sólida em seu estado natural) com "matéria térmica" que separava moléculas transformando corpos em fluidos e vapores. No caso dos gases, que nunca se tornavam líquidos na ausência de calor, ele considerou a interferência de outro princípio: o "flogisto", princípio da fluidez e inflamabilidade.

## Principais obras
- Dei moti dell'iride (Lucca, 1765);

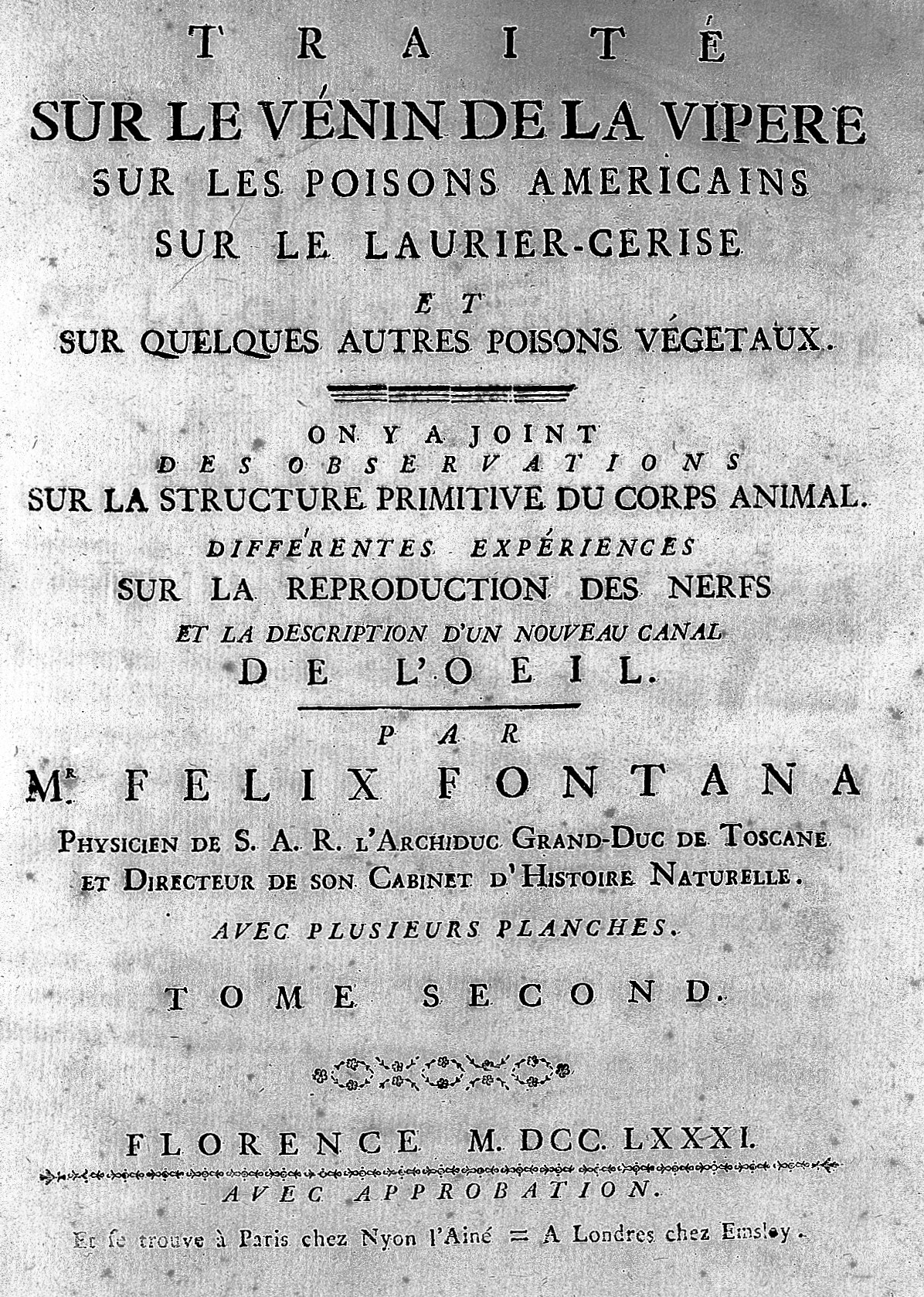
Traité sur le vénin de la vipere, sur les venons americains

- Nuove osservazioni sopra i globetti rossi del sangue (1766);
- De irritabilitatis legibus... (1767);
- Ricerche fisiche sopra il veleno della vipera (Lucca, 1767);
- Descrizione ed uso di alcuni stromenti per misurare la salubrità dell'aria (Firenze, 1775);
- Ricerche fisiche sopra l'aria fissa (Firenze, 1775);
- Recherches physiques sur la nature de l'air nitreux et de l'air déphlogistiqué (Paris, 1776);
- Traité sur le vénin de la vipere, sur les poisons americains... (Firenze, 1781, 2 voll.);
- Opuscoli scientifici (Firenze, 1783).

Em 1792, foi eleito membro estrangeiro da Real Academia de Ciências da Suécia.

Ele morreu em Florença.